# Honoré Marie Fleury
Honoré Marie Fleury, né le 17 janvier 1754 à Quintin (département des Côtes-d'Armor), mort le 12 septembre 1827 à Saint-Brandan (département des Côtes-d'Armor), est un homme politique de la Révolution française. 

## Biographie
Fils de Jean-Baptiste Fleury, commissaire de la manufacture des toiles de Bretagne, et d'Aglaé Gontior, il fit de bonnes études au collège de Saint-Brieuc, et fut quelque temps clerc chez un notaire-procureur de Quintin, puis, en 1774, employé comme adjoint dans les bureaux du domaine à Fougères. L'année suivante, il entra au noviciat de l'abbaye Sainte-Geneviève de Paris où il ne resta que six mois. À la mort de son père, il partit pour Rennes où il étudia le droit et se fit recevoir en 1778 avocat au parlement. Dix ans après, il avait la réputation d'un des meilleurs avocats de la région. En même temps, il composait des chansons satiriques, des fabliaux en prose, des dialogues politiques, etc., qui eurent un vif succès. Fleury était un personnage en évidence quand s'ouvrit la Révolution.

### Mandat à la Convention
En septembre 1792, Honoré-Marie Fleury, alors commandant de la garde nationale de Quintin, est élu député du département des Côtes-du-Nord, le cinquième sur neuf, à la Convention nationale. 
Il siège sur les bancs de la Gironde. Lors du procès de Louis XVI, il vote « la détention, et le bannissement à la paix » et se prononce en faveur de l'appel au peuple et du sursis à l'exécution de la peine. Le 13 avril 1793, il vote en faveur de la mise en accusation de Jean-Paul Marat. Le 28 mai, il vote en faveur du rétablissement de la Commission des Douze.
Le 3 octobre 1793, après le rapport de Jean-Pierre-André Amar (député de l'Isère), membre du Comité de sûreté générale, Honoré Marie Fleury fait partie des députés décrétés d'arrestation pour avoir signé la protestation contre les journées du 31 mai et du 2 juin 1793. Lui et les autres protestataires sont libérés et réintégrés à leur poste de député le 18 frimaire an III (le 8 décembre 1794). 
Le 7 ventôse an III (le 25 février 1795), Honoré Marie Fleury est envoyé en mission « dans les départements qui environnent Paris, pour y assurer la libre circulation des subsistances ». Le 3e jour complémentaire (le 19 septembre), lui et son collègue François-Louis Bourdon (député de l'Oise) sont envoyés en mission en Eure-et-Loir en remplacement d'Armand-Constant Tellier (député de Seine-et-Marne).

### Du mandat aux Cinq-Cents à la Restauration
Sous le Directoire, en vendémiaire an IV (octobre 1795), Honoré Marie Fleury est réélu député des Côtes-du-Nord et siège au Conseil des Cinq-Cents. Il est tiré au sort pour quitter le Conseil le 1er prairial an V (le 20 mai 1797). 
On le retrouve, en l’an VII, président de canton à Quintin, puis, en l'an VIII, conseiller général des Côtes-du-Nord, et en l’an X, il exerça encore les fonctions de juge de paix à Quintin et à Saint-Brandan, fut, en 1815, membre du conseil d'arrondissement, qu'il présida en 1817, et, pleinement rallié à la Restauration, fut nommé par le gouvernement royal, le 30 avril 1821, chevalier de la Légion d'honneur.

## Mandats
- 09/09/1792 - 26/10/1795 : Côtes-du-Nord - Plaine
- 15/10/1795 - 20/05/1797 : Côtes-du-Nord - Modérés

## Travaux législatifs
- Arrêté concernant le recensement des grains, farines et légumes secs. 4 germinal an III.

## Publication posthume
- Honoré Fleury et Robert Oheix, « Mémoires du conventionnel Honoré Fleury », Revue de Bretagne et de Vendée,‎ 1888, p. 351-365 (lire en ligne).